# Amplificateur pontable
Pour les articles homonymes, voir pont (homonymie) et bridge (homonymie).
En sonorisation, un amplificateur pontable ou bridgeable est un amplificateur audio stéréophonique capable de délivrer plus de puissance électrique en établissant un « pont », « pontage » ou « bridge » entre deux sorties, au détriment du nombre de sorties exploitables.

## Principe et intérêt

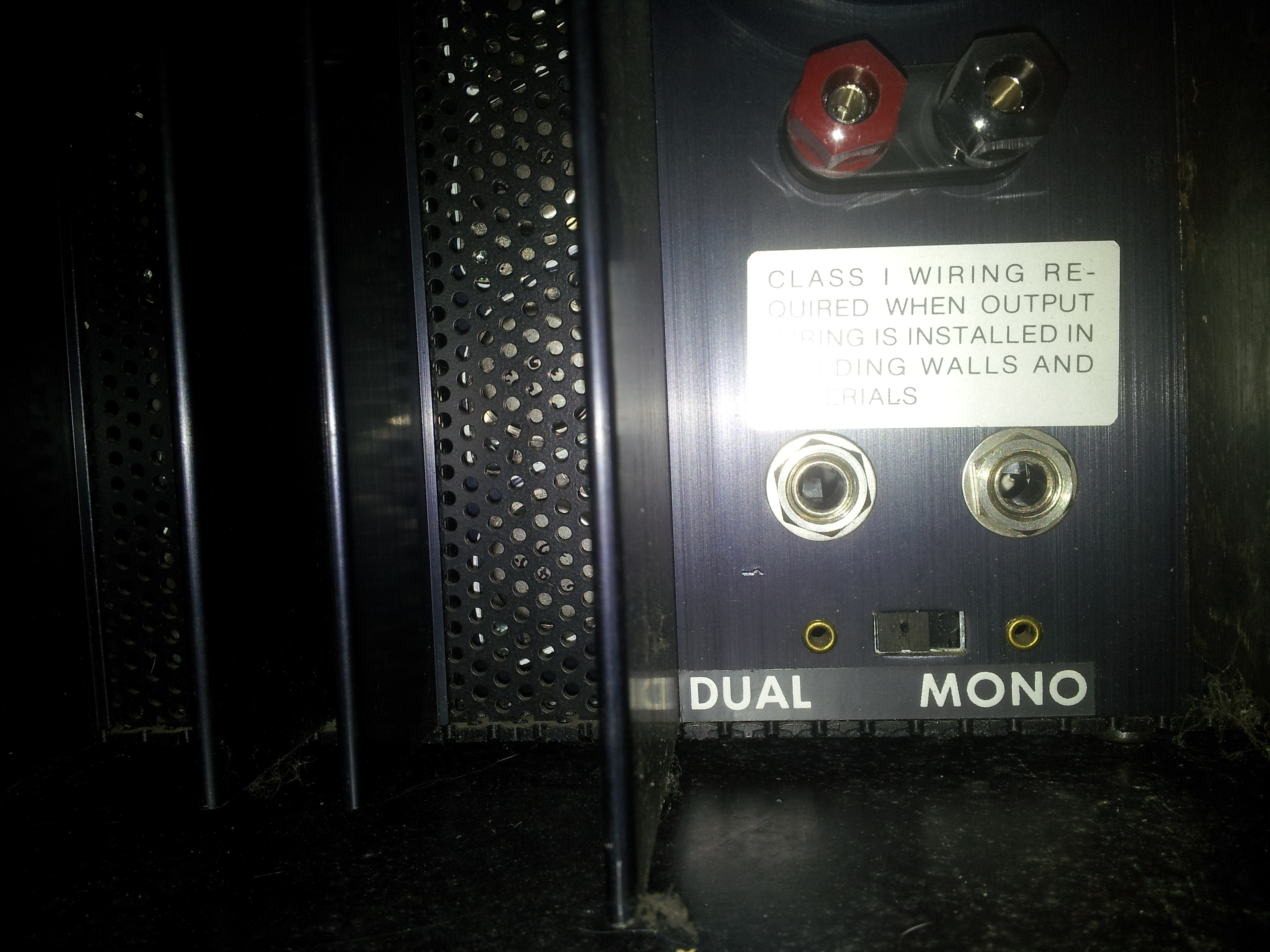
Arrière d'un amplificateur stéréophonique pontable de marque Amcron. L'interrupteur en bas, à droite permet de passer très simplement en mode ponté (« mono »).

Un pont ou bridge s'établit entre deux sorties d'un amplificateur au détriment du nombre de sorties utilisables. Ainsi un amplificateur stéréophonique à deux sorties passe en mode monophonique mais la puissance électrique fournie à la seule sortie exploitée est théoriquement doublée. En pratique, l'augmentation de la puissance délivrée dépend de plusieurs facteurs, le principal étant la qualité globale de conception de l'amplificateur : qualité et puissance de l'alimentation électrique, dynamique sonore, impédance maximale, etc. Dans tous les cas, la puissance réellement disponible sur un amplificateur bridgé ne sera jamais doublée par rapport au même amplificateur, non bridgé.
Ce système présente un intérêt dans quelques cas particuliers. Il présente d'abord l'avantage de la polyvalence, puisqu'il est possible, avec un seul amplificateur, de tourner en modes ponté et non ponté. Le pontage permet également d'équilibrer les impédances respectives d'une enceinte acoustique et de l'amplificateur qui l'alimente (voir ci-dessous). Le fait de pouvoir bénéficier d'une puissance électrique supérieure peut être avantageux si l'on dispose d'un amplificateur stéréophonique sous-dimensionné par rapport à une enceinte : une fois ponté, il pourra fournir plus de puissance et ainsi se rapprocher des spécifications de l'enceinte acoustique à laquelle il est relié.
Le pontage peut s'avérer très utile dans les cas où la stéréophonie n'entre pas en ligne de compte, par exemple pour alimenter un seul gros caisson de basses, les basses étant omnidirectionnelles.
Reste enfin l'intérêt financier, le prix d'un amplificateur compact stéréophonique pontable étant généralement nettement inférieur à celui d'un amplificateur monophonique professionnel de puissance identique.

## Puissance électrique et impédance

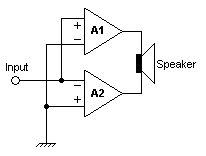
Schéma de principe du pontage d'un amplificateur.
Input : Entrée.
Speaker : haut parleur.

Certains amplificateurs pontables comptent plus de deux sorties : dans un tel cas, en pontant l'appareil on divise le nombre de sorties utilisables par deux, ce qui fait qu'un amplificateur pontable fournissant une double stéréo sur quatre sorties restera un amplificateur ponté stéréophonique, mais disposant de seulement deux sorties.
Le fait d'établir un pont entre les sorties de l'amplificateur entraîne une multiplication par deux de l'impédance, puisque l'on supprime l'impédance de la moitié du système sonore en retirant une enceinte : ainsi, un amplificateur ponté capable d'alimenter une paire d'enceintes acoustiques sous une impédance de 8 ohms chacune pourra alimenter une seule enceinte d'une impédance double, soit 16 ohms.

## Exemples
- Un système pontable disposant de deux sorties fournissant chacune 100 W sous 8 ohms pourra fournir 200 W théoriques sous 16 ohms à une seule de ses sorties ;
- Un système pontable disposant de quatre sorties fournissant chacune 100 W sous 8 ohms pourra fournir 200 W théoriques sous 16 ohms à deux de ses quatre sorties.